# Charlotte Anne Françoise de Montmorency-Luxembourg
Charlotte Anne Françoise de Montmorency-Luxembourg, 4e duchesse de Montmorency (Beaufort), née le 17 novembre 1752, et morte le 24 mars 1829.

## Biographie
Charlotte de Montmorency-Luxembourg est la fille de Anne François de Montmorency-Luxembourg, duc de Montmorency (titre de courtoisie), baron de Jaucourt en Champagne, comte de Tancarville et de Gournai, marquis de Seignelai (1735-1761) et de Louise Françoise de Montmorency-Luxembourg, princesse de Tingry (1734-1818).
Elle s'est mariée le 6 octobre 1767 avec Anne Léon II de Montmorency-Fosseux, premier baron chrétien, premier baron de France, marquis de Fosseux, prince souverain d'Aigremont, baron libre du Saint-Empire et des deux Modaves, comte de Gournay, de Tancarville et de Creully, marquis de Seignelay, de Crèvecœur et de Lonrey, seigneur de Courtalain, La Brosse, Saint-Cyr, Nanteuil-sur-Marne, Biesmerée, Précy, l'Orient de Brienne, Ligny-le-Châtel, Azy, Lassey, duc de Beaufort-Montmorency par sa femme, comte de Gournay, comte de Tancarville et de Creuilli, marquis de Seignelay et de Crèvecœur, connétable héréditaire de Normandie (1731-Munster, 1799) avec qui elle a eu :
- Anne Charles François de Montmorency, duc de Montmorency, marquis de Fosseux (Paris, 1768-Paris, 1846),
- Anne Louis Christian de Montmorency-Tancarville (1769-1844), 8e prince de Robech, grand d'Espagne de première classe, marquis de Morbecque, comte d'Estaires, vicomte d'Aire, chevalier de l'ordre du Saint-Esprit, chevalier de Saint-Louis, maréchal de camps,
- Anne Louise Madeleine Élisabeth de Montmorency, comtesse de Tancarville (1771-1828),
- Anne Joseph Thibault de Montmorency, chevalier de Montmorency (1773-1818),
- Anne Eléonore Pulchérie de Montmorency, mademoiselle de Montmorency (1776, Paris - 1863),
- Anne Charles Louis de Montmorency-Fosseux (1782-1814), comte de Gournai.

Elle a apporté à son mari les biens considérables que possédait sa famille en Normandie. 
Elle a été dame du palais de la Dauphine Marie-Antoinette d'Autriche de 1771 à 1774, puis dame du palais de la reine Marie Antoinette de 1774 à 1792.
Au début de la Révolution, le duc et la duchesse de Montmorency ont quitté la France en avril 1791 pour se réfugier sur leurs terres dans le diocèse de Liège. Le duc a tenu à se conformer aux lois en payant toutes les contributions volontaires en 1792. Leurs biens en France sont saisis en 1793 au profit de la République. Le château de Creully est vendu en plusieurs lots. Après son retour en France, la duchesse de Montmorency a ratifié en 1819 certains de ces actes de vente. Après la promulgation par Charles X, en 1825, de la loi du milliard aux émigrés, la duchesse de Montmorency a été indemnisé de 1 074 633 francs pour ses biens dans le seul Calvados mais le remboursement de ses dettes à l'État a absorbé une grande partie de cette somme. En Belgique, pendant la guerre de la Première Coalition, les Montmorency doivent fuir le pays au début de 1793 à l'entrée des troupes françaises mais ils reviennent après la défaite des Français. La Terreur s'installe en France et les troupes républicaines envahissent de nouveau la Belgique. Les Montmorency ont dû quitter de nouveau le diocèse de Liège en juin 1794. Le duc de Wurtemberg, feld-maréchal des armées impériales, leur a accordé le 29 mai un passeport pour se rendre à Aix-la-Chapelle avec le marquis et la marquise de Champignelles. Ils sont à Padenborn en 1795 puis à Eisenach. Leurs biens à Modave sont saisis par les révolutionnaires. Le château de Modave et le parc sont mis en location. Les fermes sont vendues en 1798 et 1799.
Le duc de Montmorency est mort à Münster le 1er septembre 1799 où il avait déjà combattu un peu plus de trente ans auparavant pendant la guerre de Sept Ans.
En 1806, les Montmorency qui étaient revenus d'émigration purent récupérer leurs biens séquestrés et non vendus qu'ils possédaient dans le diocèse de Liège. Ils ont vendus tous leurs biens meubles et immeubles à Modave en 1817.
Le 27 mars 1829, Charlotte de Montmorency-Luxembourg a été inhumée au cimetière de Montmartre 29e division dans un tombeau se composant d'un caveau et surmonté d'un obélisque d'une douzaine de mètres construit par M. Alary sur les dessins de l'architecte Joseph-Antoine Froelicher.